# پروکور
پروکور (به فرانسوی: Prévocourt) یک کمون در فرانسه است که در Canton of Delme واقع شده‌است.

## خصوصیات
پروکور ۶٫۷۷ کیلومترمربع مساحت و ۷۹ نفر جمعیت دارد و ۳۲۰ متر بالاتر از سطح دریا واقع شده‌است.